# 硝胺

硝胺的通式。

硝胺（Nitroamine、N-硝基胺）是一类含氮有机化合物，由胺基连上一个硝基而成，通式为R2N-NO2。很多炸药都含有硝胺的结构，例如奥克托今、黑索金和特屈儿。
受硝基的吸电子效应影响，硝胺的另一个氮原子并不具有碱性，并且它与一个氢相连时（R-NH-NO2），形成的化合物反而为弱酸（pKa = ~5.6）。